# اندرو فیشر
اندرو فیشر (انگلیسی: اندرو فیشر؛ ۲۹ اوت ۱۸۶۲ – ۲۲ اکتبر ۱۹۲۸) یک سیاست‌مدار، و دیپلمات اهل استرالیا بود که سه مرتبه به نخست‌وزیری استرالیا برگزیده شد..